# Großer Preis der USA 1962
Der Große Preis der USA 1962 (offiziell V United States Grand Prix) fand am 7. Oktober auf dem Watkins Glen International in Watkins Glen statt und war das achte Rennen der Automobil-Weltmeisterschaft 1962.

## Berichte

### Hintergrund

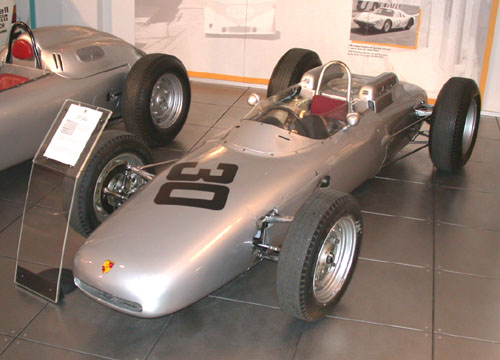
GP der USA 1962: letztes Rennen des Porsche-Werksteams in der Automobilweltmeisterschaft

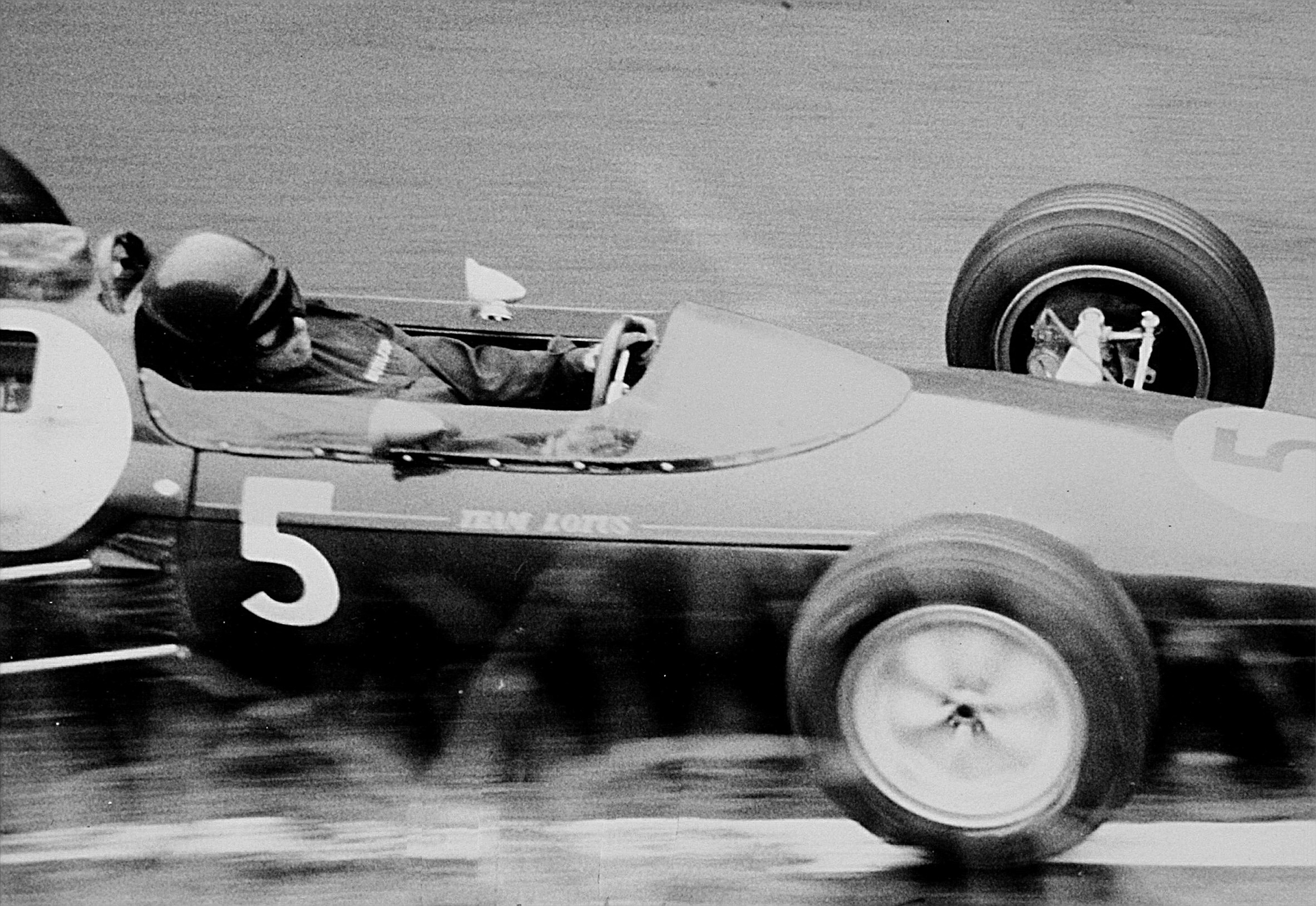
Jim Cark 1962

Zwischen dem Großen Preis der USA 1959 und dem Großen Preis der USA 1961 fand der Grand Prix auf drei verschiedenen Rennstrecken statt. Dieser Wechsel wurde beendet und das Rennen wurde ab 1961 für 15 Jahre auf dem Watkins Glen International ausgetragen. Zum dritten Mal in Folge verzichtete Ferrari auf eine Teilnahme, da das Team in der Automobilweltmeisterschaft 1962 noch keinen Sieg erzielt hatte und der Wagen nicht konkurrenzfähig genug war, um in den letzten beiden Saisonrennen Siege oder Podestplätze zu erreichen. Außerdem sollte Phil Hill, der mit Ferrari 1961 die Fahrerweltmeisterschaft gewonnen hatte, entlassen werden. Phil Hill fuhr deshalb und weil Joakim Bonnier sich nicht wohlfühlte im Training einen Porsche. Im Rennen fuhr aber Bonnier den Wagen. Weiterer Porsche-Fahrer war Dan Gurney. Nach dem Großen Preis der USA zog sich Porsche aus der Automobilweltmeisterschaft zurück, um sich voll auf die Sportwagen-Weltmeisterschaft zu konzentrieren. Die Saison war damit für Bonnier und Phil Hill wie auch für Gurney beendet. Phil Hill wechselte zu ATS, Gurney wurde zweiter Fahrer bei Brabham. Bonnier fuhr 1963 für das Rob Walker Racing Team und bestritt den Rest seiner Karriere keine Rennen mehr in Werksteams.
Cooper meldete für den Großen Preis der USA drei Wagen. Neben Bruce McLaren und Tony Maggs erhielt Tim Mayer einen alten Cooper T53 für sein einziges Rennen in der Automobilweltmeisterschaft. Timmy Mayer war der Bruder von Teddy Mayer, der einige Jahre später zusammen mit McLaren den Rennstall McLaren gründete.
Weitere Veränderungen gab es bei den Teams mit privaten Fahrzeugen. Das UDT Laystall Racing Team meldete Innes Ireland und Masten Gregory, Gregory fuhr dabei das letzte Mal für den Rennstall und wechselte in der folgenden Saison zu Reg Parnell Racing. Auch Maurice Trintignant wechselte zu Reg Parnell Racing und beendete seine Saison beim RRC Walker Racing Team. Mit Roger Penske, Hap Sharp, Jim Hall und Rob Schroeder nahmen vier Fahrer aus den Vereinigten Staaten am Rennen teil, Schroeder das einzige Mal, Penske zum letzten Mal, Hall und Sharp fuhren in der nächsten Saison erneut.
In der Fahrerwertung führte Graham Hill deutlich vor McLaren und Jim Clark. Lediglich er und Clark hatten noch Chancen auf die Weltmeisterschaft, Graham Hill hatte die Chance, mit einem Sieg vorzeitig den Titel zu gewinnen. In der Konstrukteursweltmeisterschaft gab es die gleiche Situation zwischen B.R.M. und Lotus. B.R.M. hätte ein Sieg im Rennen zum Gewinn der Meisterschaft gereicht. Mit Irland und McLaren nahmen zwei ehemalige Sieger teil, bei den Konstrukteuren war Lotus zweimal erfolgreich, Cooper einmal.

### Training
Clark dominierte das Training am Freitag und erreichte mit acht Zehntelsekunden Vorsprung seine zweite Pole-Position in Folge, die fünfte der Saison. Dabei verbesserte er den Rundenrekord im Training um mehr als zwei Sekunden. Dahinter lagen wie beim vorangegangenen Rennen die beiden B.R.M., allerdings war Richie Ginther diesmal geringfügig schneller als sein Teamkollege Graham Hill. Auf Rang vier qualifizierte sich Gurney vor Jack Brabham, beide fuhren die gleiche Zeit. Brabhams ehemaliger Teamkollege der vorherigen Jahre, McLaren, startete dahinter von Platz sechs. Bester Fahrer mit privatem Wagen war Gregory auf Startplatz sieben, Trevor Taylor, Bonnier und Tony Maggs vervollständigten die ersten zehn.
Beim Training am Samstag hatten die Wetterbedingungen sich verschlechtert und keiner der Fahrer verbesserte seine Zeit. An John Surtees’ Lola Mk4 brach die Lenksäule, wodurch Surtees schwer verunfallte und der Wagen unfahrbar wurde. Er übernahm das Auto seines Teamkollegen Roy Salvadori und startete vom letzten Startplatz.

### Rennen
Das Startduell gewann Clark gegen Ginther, der von seinem Teamkollegen Graham Hill überholt wurde. Damit kämpften wie schon in den Rennen zuvor erneut Clark und Graham Hill um die Führung. Auf Platz drei lag nach dem Start Brabham vor Gurney und McLaren. Gurney überholte in den folgenden Runden zuerst Brabham, danach Ginther und lag somit auf Rang drei.
In Runde neun verunglückte Carel Godin de Beaufort; für ihn war das Rennen beendet. Hall konnte wegen eines Motorschadens gar nicht erst starten. Bereits in der zwölften Rennrunde hatte Clark die ersten Überrundungen vor sich, die es aber Graham Hill ermöglichten, seinen Konkurrenten zu überholen. Clark musste die anderen Fahrer ohne deren Unterstützung überholen, was Graham Hill die Chance auf eine Attacke gegen ihn gab. Die Führung von Graham Hill war eine Rennsituation, nach der er die Fahrerweltmeisterschaft gewonnen hätte, aber Clark konterte fünf Runden später und hielt seine Chancen auf den Titel aufrecht. In dieser Runde stellte er auch einen neuen offiziellen Streckenrekord auf, den er in Runde 70 ein weiteres Mal verbesserte und damit die schnellste Rennrunde fuhr.
Auch das Duell um den dritten Platz wurde zwischen Ginther und Gurney sehr intensiv geführt. Nachdem Gurney wegen eines Ölflecks von der Strecke abgekommen war, die Streckenbegrenzung aber knapp verfehlte, überholte Ginther ihn. In Runde 35 wurde der Zweikampf zugunsten von Gurney entschieden; Ginther fiel mit Motorschaden aus. Vorher waren Surtees, Mayer und Trintignant mit unterschiedlichen Problemen ausgeschieden. Auch der Porsche von Gurney hatte Schwierigkeiten und brachte nicht mehr die volle Leistung, wodurch Gurney bis auf Rang fünf zurückfiel.
Clark hielt den Rest des Rennens Graham Hill hinter sich und gewann sein drittes Saisonrennen. Graham Hill wurde Zweiter und hatte 1962 ebenfalls dreimal gewonnen. Damit fiel die Weltmeisterschaftsentscheidung beim Großen Preis von Südafrika. Clark benötigte einen Sieg bei diesem Rennen für den Gewinn der Fahrerweltmeisterschaft, in allen anderen Fällen wäre bedingt durch die Streichresultateregelung Graham Hill Weltmeister gewesen (ohne die Streichresultate wäre Hill sogar bereits Weltmeister gewesen). Die gleiche Ausgangssituation gab es auch in der Konstrukteursweltmeisterschaft, Lotus brauchte einen Sieg beim Saisonfinale für den Gewinn des Titels, in allen anderen Situationen wäre er an B.R.M. gegangen. Auch in den folgenden Jahren gab es ein Duell zwischen Clark und Graham Hill um den Sieg beim Großen Preis der USA. Graham Hill gewann die folgenden drei Jahre auf B.R.M., Clark daraufhin zweimal nacheinander auf Lotus.
Dritter des Großen Preises der USA wurde McLaren, der damit hinter Clark in der Fahrerwertung auf Rang drei zurückfiel. Brabham wurde Vierter und erhielt die ersten Punkte mit seinem eigenen Wagen, dem Brabham BT3. Mit Gurney auf Rang fünf lagen fünf verschiedene Konstrukteure in den Punkten, Sechster wurde Gregory auf Lotus. Die ersten zehn wurden von Maggs, Ireland, Penske und Schroeder vervollständigt. Sharp, Taylor und Bonnier erreichten ebenfalls das Ziel.

## Meldeliste
| Team                        | Nr. | Fahrer                  | Chassis     | Motor          | Reifen |
| --------------------------- | --- | ----------------------- | ----------- | -------------- | ------ |
| Owen Racing Organisation    | 04  | Richie Ginther          | BRM P57     | BRM 1.5 V8     | D      |
| Owen Racing Organisation    | 05  | Graham Hill             | BRM P57     | BRM 1.5 V8     | D      |
| Rob Walker Racing Team      | 06  | Maurice Trintignant     | Lotus 24    | Climax 1.5 V8  | D      |
| Team Lotus                  | 08  | Jim Clark               | Lotus 25    | Climax 1.5 V8  | D      |
| Team Lotus                  | 09  | Trevor Taylor           | Lotus 25    | Climax 1.5 V8  | D      |
| Porsche System Engineering  | 10  | Dan Gurney              | Porsche 804 | Porsche 1.5 B8 | D      |
| Porsche System Engineering  | 11  | Jo Bonnier              | Porsche 804 | Porsche 1.5 B8 | D      |
| Porsche System Engineering  | 11  | Phil Hill               | Porsche 804 | Porsche 1.5 B8 | D      |
| Ecurie Maarsbergen          | 12  | Carel Godin de Beaufort | Porsche 718 | Porsche 1.5 B4 | D      |
| Dupont Team Zerex           | 14  | Roger Penske            | Lotus 24    | Climax 1.5 V8  | D      |
| UDT Laystall Racing Team    | 15  | Innes Ireland           | Lotus 24    | Climax 1.5 V8  | D      |
| UDT Laystall Racing Team    | 16  | Masten Gregory          | Lotus 24    | BRM 1.5 V8     | D      |
| Brabham Racing Organisation | 17  | Jack Brabham            | Brabham BT3 | Climax 1.5 V8  | D      |
| Bowmaker Racing Team        | 18  | John Surtees            | Lola Mk4    | Climax 1.5 V8  | D      |
| Bowmaker Racing Team        | 19  | Roy Salvadori           | Lola Mk4    | Climax 1.5 V8  | D      |
| Cooper Car Company          | 21  | Bruce McLaren           | Cooper T60  | Climax 1.5 V8  | D      |
| Cooper Car Company          | 22  | Tony Maggs              | Cooper T60  | Climax 1.5 V8  | D      |
| Cooper Car Company          | 23  | Tim Mayer               | Cooper T53  | Climax 1.5 L4  | D      |
| Hap Sharp                   | 24  | Hap Sharp               | Cooper T53  | Climax 1.5 L4  | D      |
| Jim Hall                    | 25  | Jim Hall                | Lotus 21    | Climax 1.5 L4  | D      |
| John Mecom                  | 26  | Rob Schroeder           | Lotus 24    | Climax 1.5 V8  | D      |

Anmerkungen
1. 1 2  Joakim Bonnier fuhr den Porsche 804 mit der Nummer 11 in den Trainingssitzungen und im Rennen. Außerdem fuhr Phil Hill mit dem Wagen in den Trainingssitzungen.

## Klassifikationen

### Startaufstellung
| Pos. | Fahrer                  | Konstrukteur   | Zeit   | Ø-Geschwindigkeit | Start |
| ---- | ----------------------- | -------------- | ------ | ----------------- | ----- |
| 01   | Jim Clark               | Lotus-Climax   | 1:15,8 | 179,53 km/h       | 01    |
| 02   | Richie Ginther          | B.R.M.         | 1:16,6 | 177,65 km/h       | 02    |
| 03   | Graham Hill             | B.R.M.         | 1:16,7 | 177,42 km/h       | 03    |
| 04   | Dan Gurney              | Porsche        | 1:16,9 | 176,96 km/h       | 04    |
| 05   | Jack Brabham            | Brabham-Climax | 1:16,9 | 176,96 km/h       | 05    |
| 06   | Bruce McLaren           | Cooper-Climax  | 1:17,3 | 176,04 km/h       | 06    |
| 07   | Masten Gregory          | Lotus-B.R.M.   | 1:17,9 | 174,69 km/h       | 07    |
| 08   | Trevor Taylor           | Lotus-Climax   | 1:18,0 | 174,46 km/h       | 08    |
| 09   | Jo Bonnier              | Porsche        | 1:19,0 | 172,25 km/h       | 09    |
| 10   | Tony Maggs              | Cooper-Climax  | 1:19,7 | 170,74 km/h       | 10    |
| 11   | Tim Mayer               | Cooper-Climax  | 1:20,7 | 168,62 km/h       | 11    |
| 12   | Roger Penske            | Lotus-Climax   | 1:21,3 | 167,38 km/h       | 12    |
| 13   | Carel Godin de Beaufort | Porsche        | 1:21,8 | 166,36 km/h       | 13    |
| 14   | Hap Sharp               | Cooper-Climax  | 1:22,4 | 165,15 km/h       | 14    |
| 15   | Innes Ireland           | Lotus-Climax   | 1:24,0 | 162,00 km/h       | 15    |
| 16   | Rob Schroeder           | Lotus-Climax   | 1:24,0 | 162,00 km/h       | 16    |
| 17   | Maurice Trintignant     | Lotus-Climax   | 1:25,8 | 158,60 km/h       | 17    |
| 18   | John Surtees            | Lola-Climax    | 1:29,2 | 152,56 km/h       | 18    |

### Rennen
| Pos. | Fahrer                  | Konstrukteur   | Runden | Stopps | Zeit        | Start | Schnellste Runde |
| ---- | ----------------------- | -------------- | ------ | ------ | ----------- | ----- | ---------------- |
| 01   | Jim Clark               | Lotus-Climax   | 100    |        | 2:07:13,0   | 01    | 1:15,0           |
| 02   | Graham Hill             | B.R.M.         | 100    |        | + 9,2       | 03    | 1:15,3           |
| 03   | Bruce McLaren           | Cooper-Climax  | 99     |        | + 1 Runde   | 06    | 1:16,2           |
| 04   | Jack Brabham            | Brabham-Climax | 99     |        | + 1 Runde   | 05    | 1:16,1           |
| 05   | Dan Gurney              | Porsche        | 99     |        | + 1 Runde   | 04    | 1:16,5           |
| 06   | Masten Gregory          | Lotus-B.R.M.   | 99     |        | + 1 Runde   | 07    | 1:15,7           |
| 07   | Tony Maggs              | Cooper-Climax  | 97     |        | + 3 Runden  | 10    | 1:17,9           |
| 08   | Innes Ireland           | Lotus-Climax   | 96     |        | + 4 Runden  | 15    | 1:17,0           |
| 09   | Roger Penske            | Lotus-Climax   | 96     |        | + 4 Runden  | 12    | 1:17,2           |
| 10   | Rob Schroeder           | Lotus-Climax   | 93     |        | + 7 Runden  | 16    | 1:20,4           |
| 11   | Hap Sharp               | Cooper-Climax  | 91     |        | + 9 Runden  | 14    | 1:22,0           |
| 12   | Trevor Taylor           | Lotus-Climax   | 85     |        | + 15 Runden | 08    | 1:22,0           |
| 13   | Jo Bonnier              | Porsche        | 79     |        | + 21 Runden | 09    | 1:18,0           |
| –    | Richie Ginther          | B.R.M.         | 35     |        | DNF         | 02    | 1:43,6           |
| –    | Maurice Trintignant     | Lotus-Climax   | 32     |        | DNF         | 17    | 1:19,1           |
| –    | Tim Mayer               | Cooper-Climax  | 31     |        | DNF         | 11    | 1:22,6           |
| –    | John Surtees            | Lola-Climax    | 19     |        | DNF         | 18    | 1:18,3           |
| –    | Carel Godin de Beaufort | Porsche        | 9      |        | DNF         | 13    | 1:23,6           |
| DNS  | Jim Hall                | Lotus-Climax   | –      | –      | –           | –     | –                |
| DNS  | Phil Hill               | Porsche        | –      | –      | –           | –     | –                |
| DNS  | Roy Salvadori           | Lola-Climax    | –      | –      | –           | –     | –                |

## WM-Stände nach dem Rennen
Die ersten sechs des Rennens bekamen 9, 6, 4, 3, 2, 1 Punkte. Es zählten nur die fünf besten Ergebnisse aus neun Rennen. In der Konstrukteurswertung zählten dabei nur die Punkte des bestplatzierten Fahrers eines Teams.

### Fahrerwertung
| Pos. | Fahrer                  | Konstrukteur                | Punkte  |
| ---- | ----------------------- | --------------------------- | ------- |
| 01   | Graham Hill             | B.R.M.                      | 39 (43) |
| 02   | Jim Clark               | Lotus-Climax                | 30      |
| 03   | Bruce McLaren           | Cooper-Climax               | 24 (26) |
| 04   | John Surtees            | Lola-Climax                 | 19      |
| 05   | Dan Gurney              | Porsche                     | 15      |
| 06   | Phil Hill               | Ferrari                     | 14      |
| 07   | Richie Ginther          | B.R.M.                      | 10      |
| 08   | Tony Maggs              | Cooper-Climax               | 9       |
| 09   | Jack Brabham            | Lotus-Climax                | 6       |
| 10   | Trevor Taylor           | Lotus-Climax                | 6       |
| 11   | Giancarlo Baghetti      | Ferrari                     | 5       |
| 12   | Ricardo Rodríguez       | Ferrari                     | 4       |
| 13   | Lorenzo Bandini         | Ferrari                     | 4       |
| 14   | Jo Bonnier              | Porsche                     | 3       |
| 15   | Willy Mairesse          | Ferrari                     | 3       |
| 16   | Carel Godin de Beaufort | Porsche                     | 2       |
| 17   | Masten Gregory          | Lotus-Climax / Lotus-B.R.M. | 1       |
| 18   | Maurice Trintignant     | Lotus-Climax                | 0       |
| 19   | Innes Ireland           | Lotus-Climax                | 0       |
| 20   | Nino Vaccarella         | Porsche                     | 0       |

| Pos. | Fahrer              | Konstrukteur    | Punkte |
| ---- | ------------------- | --------------- | ------ |
| 21   | Lucien Bianchi      | Lotus-Climax    | 0      |
| 22   | Roger Penske        | Lotus-Climax    | 0      |
| 23   | Jo Siffert          | Lotus-Climax    | 0      |
| 24   | Rob Schroeder       | Lotus-Climax    | 0      |
| 25   | John Campbell-Jones | Lotus-Climax    | 0      |
| 26   | Jackie Lewis        | Cooper-Climax   | 0      |
| 27   | Tony Settember      | Emeryson-Climax | 0      |
| 28   | Ian Burgess         | Cooper-Climax   | 0      |
| 29   | Hap Sharp           | Cooper-Climax   | 0      |
| 30   | Jay Chamberlain     | Lotus-Climax    | 0      |
| 31   | Heini Walter        | Porsche         | 0      |
| –    | Wolfgang Seidel     | Emeryson-Climax | 0      |
| –    | Roy Salvadori       | Lola-Climax     | 0      |
| –    | Ben Pon             | Porsche         | 0      |
| –    | Tony Shelly         | Lola-Climax     | 0      |
| –    | Keith Greene        | Gilby-B.R.M.    | 0      |
| –    | Heinz Schiller      | Lotus-B.R.M.    | 0      |
| –    | Bernard Collomb     | Cooper-Climax   | 0      |
| –    | Tim Mayer           | Cooper-Climax   | 0      |

### Konstrukteurswertung
| Pos. | Konstrukteur | Punkte  |
| ---- | ------------ | ------- |
| 01   | B.R.M.       | 39 (47) |
| 02   | Lotus        | 36      |
| 03   | Cooper       | 27 (31) |
| 04   | Lola         | 19      |

| Pos. | Konstrukteur | Punkte  |
| ---- | ------------ | ------- |
| 05   | Porsche      | 18 (19) |
| 06   | Ferrari      | 18      |
| 07   | Lotus-B.R.M. | 1       |
| 08   | Emeryson     | 0       |